# Formuła 1 Sezon 2024
Sezon 2024 Formuły 1, oficjalnie FIA Formula One World Championship 2024 – 75. sezon Mistrzostw Świata Formuły 1. Kalendarz składał się z 24 wyścigów. Tytuł mistrza świata kierowców po raz czwarty w karierze wywalczył Max Verstappen, zaś mistrzostwo świata konstruktorów po raz dziewiąty zdobył McLaren – to pierwsze mistrzostwo dla brytyjskiej ekipy od sezonu 1998.

## Prezentacje samochodów
Źródło: www.formula1.com
| Samochód           | Data prezentacji |
| ------------------ | ---------------- |
| Haas VF-24         | 2 lutego         |
| Williams FW46      | 5 lutego         |
| Kick Sauber C44    | 5 lutego         |
| Alpine A524        | 7 lutego         |
| RB VCARB 01        | 8 lutego         |
| Aston Martin AMR24 | 12 lutego        |
| Ferrari SF-24      | 13 lutego        |
| Mercedes F1 W15    | 14 lutego        |
| McLaren MCL38      | 14 lutego        |
| Red Bull RB20      | 15 lutego        |

## Lista startowa
| Zespół                                 | Konstruktor                  | Samochód | Silnik (1.6l V6T)   | Opony | Nr | Kierowcy wyścigowi | Rundy       | Kierowcy rezerwowi                                 |
| -------------------------------------- | ---------------------------- | -------- | ------------------- | ----- | -- | ------------------ | ----------- | -------------------------------------------------- |
| Oracle Red Bull Racing                 | Red Bull Racing-Honda RBPT   | RB20     | Honda RBPT RBPTH002 | P     | 1  | Max Verstappen     | 1–24        | Liam Lawson                                        |
| Oracle Red Bull Racing                 | Red Bull Racing-Honda RBPT   | RB20     | Honda RBPT RBPTH002 | P     | 11 | Sergio Pérez       | 1–24        | Liam Lawson                                        |
| Williams Racing                        | Williams-Mercedes            | FW46     | Mercedes-AMG F1 M15 | P     | 2  | Logan Sargeant     | 1–15        |                                                    |
| Williams Racing                        | Williams-Mercedes            | FW46     | Mercedes-AMG F1 M15 | P     | 23 | Alexander Albon    | 1– 24       |                                                    |
| Williams Racing                        | Williams-Mercedes            | FW46     | Mercedes-AMG F1 M15 | P     | 43 | Franco Colapinto   | 16–24       |                                                    |
| Visa Cash App RB F1 Team               | RB-Honda RBPT                | VCARB 01 | Honda RBPT RBPTH002 | P     | 3  | Daniel Ricciardo   | 1–18        | Liam Lawson                                        |
| Visa Cash App RB F1 Team               | RB-Honda RBPT                | VCARB 01 | Honda RBPT RBPTH002 | P     | 22 | Yūki Tsunoda       | 1–24        | Liam Lawson                                        |
| Visa Cash App RB F1 Team               | RB-Honda RBPT                | VCARB 01 | Honda RBPT RBPTH002 | P     | 30 | Liam Lawson        | 19–24       | Liam Lawson                                        |
| McLaren F1 Team                        | McLaren-Mercedes             | MCL38    | Mercedes-AMG F1 M15 | P     | 4  | Lando Norris       | 1– 24       | Ryō Hirakawa                                       |
| McLaren F1 Team                        | McLaren-Mercedes             | MCL38    | Mercedes-AMG F1 M15 | P     | 81 | Oscar Piastri      | 1–24        | Ryō Hirakawa                                       |
| BWT Alpine F1 Team                     | Alpine-Renault               | A524     | Renault E-Tech RE24 | P     | 10 | Pierre Gasly       | 1–24        | Jack Doohan                                        |
| BWT Alpine F1 Team                     | Alpine-Renault               | A524     | Renault E-Tech RE24 | P     | 31 | Esteban Ocon       | 1–23        | Jack Doohan                                        |
| BWT Alpine F1 Team                     | Alpine-Renault               | A524     | Renault E-Tech RE24 | P     | 61 | Jack Doohan        | 24          | Jack Doohan                                        |
| Aston Martin Aramco Formula One Team   | Aston Martin Aramco-Mercedes | AMR24    | Mercedes-AMG F1 M15 | P     | 14 | Fernando Alonso    | 1–24        | Felipe Drugovich                                   |
| Aston Martin Aramco Formula One Team   | Aston Martin Aramco-Mercedes | AMR24    | Mercedes-AMG F1 M15 | P     | 18 | Lance Stroll       | 1–24        | Felipe Drugovich                                   |
| Scuderia Ferrari HP                    | Ferrari                      | SF-24    | Ferrari 066/12      | P     | 16 | Charles Leclerc    | 1–24        | Oliver Bearman Antonio Giovinazzi Robert Szwarcman |
| Scuderia Ferrari HP                    | Ferrari                      | SF-24    | Ferrari 066/12      | P     | 38 | Oliver Bearman     | 2           | Oliver Bearman Antonio Giovinazzi Robert Szwarcman |
| Scuderia Ferrari HP                    | Ferrari                      | SF-24    | Ferrari 066/12      | P     | 55 | Carlos Sainz Jr.   | 1–24        | Oliver Bearman Antonio Giovinazzi Robert Szwarcman |
| MoneyGram Haas F1 Team                 | Haas-Ferrari                 | VF-24    | Ferrari 066/12      | P     | 20 | Kevin Magnussen    | 1–16, 18–24 | Oliver Bearman Pietro Fittipaldi                   |
| MoneyGram Haas F1 Team                 | Haas-Ferrari                 | VF-24    | Ferrari 066/12      | P     | 27 | Nico Hülkenberg    | 1–24        | Oliver Bearman Pietro Fittipaldi                   |
| MoneyGram Haas F1 Team                 | Haas-Ferrari                 | VF-24    | Ferrari 066/12      | P     | 50 | Oliver Bearman     | 17, 21      | Oliver Bearman Pietro Fittipaldi                   |
| Stake F1 Team Kick Sauber              | Kick Sauber-Ferrari          | C44      | Ferrari 066/12      | P     | 24 | Zhou Guanyu        | 1–24        | Théo Pourchaire Zane Maloney                       |
| Stake F1 Team Kick Sauber              | Kick Sauber-Ferrari          | C44      | Ferrari 066/12      | P     | 77 | Valtteri Bottas    | 1–24        | Théo Pourchaire Zane Maloney                       |
| Mercedes-AMG Petronas Formula One Team | Mercedes                     | F1 W15   | Mercedes-AMG F1 M15 | P     | 44 | Lewis Hamilton     | 1–24        | Mick Schumacher Frederik Vesti                     |
| Mercedes-AMG Petronas Formula One Team | Mercedes                     | F1 W15   | Mercedes-AMG F1 M15 | P     | 63 | George Russell     | 1–24        | Mick Schumacher Frederik Vesti                     |
| Zespół                                 | Konstruktor                  | Samochód | Silnik (1.6l V6T)   | Opony | Nr | Kierowcy wyścigowi | Rundy       | Kierowcy rezerwowi                                 |

### Piątkowi kierowcy
Jeśli kierowca brał udział w piątkowym treningu, symbol oznacza, którego z kierowców wyścigowych zastąpił.
Udział kierowcy w całym weekendzie wyścigowym zaznaczono przez pogrubioną nazwę zespołu, w którym startował.

| Kierowca              | Nr | Zespół              | Bahrajn | Arabia Saudyjska | Australia | Japonia |  | Stany Zjednoczone | Emilia-Romania | Monako | Kanada | Hiszpania | Austria | Wielka Brytania | Węgry | Belgia | Holandia | Włochy   | Azerbejdżan | Singapur | Stany Zjednoczone | Meksyk   |          | Stany Zjednoczone | Katar    |          |
| --------------------- | -- | ------------------- | ------- | ---------------- | --------- | ------- |  | ----------------- | -------------- | ------ | ------ | --------- | ------- | --------------- | ----- | ------ | -------- | -------- | ----------- | -------- | ----------------- | -------- | -------- | ----------------- | -------- | -------- |
| Andrea Kimi Antonelli | 12 | Mercedes            |         |                  |           |         |  |                   |                |        |        |           |         |                 |       |        |          | RUS      |             |          |                   | HAM      |          |                   |          |          |
| Ryō Hirakawa          | 28 | McLaren             |         |                  |           |         |  |                   |                |        |        |           |         |                 |       |        |          |          |             |          |                   |          |          |                   |          | PIA      |
| Pato O'Ward           | 29 | McLaren             |         |                  |           |         |  |                   |                |        |        |           |         |                 |       |        |          |          |             |          |                   | NOR      |          |                   |          |          |
| Felipe Drugovich      | 34 | Aston Martin Aramco |         |                  |           |         |  |                   |                |        |        |           |         |                 |       |        |          |          |             |          |                   | ALO      |          |                   |          | STR      |
| Isack Hadjar          | 37 | Red Bull Racing     |         |                  |           |         |  |                   |                |        |        |           |         | PER             |       |        |          |          |             |          |                   |          |          |                   |          | VER      |
| Oliver Bearman        | 38 | Ferrari             |         | Ferrari          |           |         |  |                   |                |        |        |           |         |                 |       |        |          |          |             |          |                   | LEC      |          |                   |          |          |
| Oliver Bearman        | 50 | Haas                |         |                  |           |         |  |                   | MAG            |        |        | HUL       |         | MAG             | HUL   |        |          |          | Haas        |          |                   |          | Haas     |                   |          |          |
| Arthur Leclerc        | 39 | Ferrari             |         |                  |           |         |  |                   |                |        |        |           |         |                 |       |        |          |          |             |          |                   |          |          |                   |          | SAI      |
| Ayumu Iwasa           | 40 | RB                  |         |                  |           | RIC     |  |                   |                |        |        |           |         |                 |       |        |          |          |             |          |                   |          |          |                   |          | TSU      |
| Franco Colapinto      | 43 | Williams            |         |                  |           |         |  |                   |                |        |        |           |         | SAR             |       |        |          | Williams | Williams    | Williams | Williams          | Williams | Williams | Williams          | Williams | Williams |
| Luke Browning         | 46 | Williams            |         |                  |           |         |  |                   |                |        |        |           |         |                 |       |        |          |          |             |          |                   |          |          |                   |          | ALB      |
| Jack Doohan           | 61 | Alpine              |         |                  |           |         |  |                   |                |        | OCO    |           |         | GAS             |       |        |          |          |             |          |                   |          |          |                   |          | Alpine   |
| Robert Szwarcman      | 97 | Kick Sauber         |         |                  |           |         |  |                   |                |        |        |           |         |                 |       |        | BOT      |          |             |          |                   | ZHO      |          |                   |          |          |

### Przed rozpoczęciem sezonu

#### Zmiany wśród zespołów
- Po sezonie 2023, Alfa Romeo zakończyła partnerstwo z Sauberem[35]. 15 grudnia zespół poinformował, że przez dwa sezony ekipa będzie startowała pod nazwą Stake F1 Team Kick Sauber[29].
- Po czterech sezonach, Scuderia AlphaTauri zmieniła nazwę ekipy[36]. Jest to część jednego z etapów restrukturyzacji zespołu[37]. 24 stycznia 2024 ogłoszono, że oficjalną nazwą zespołu będzie Visa Cash App RB F1 Team, jako że Visa i Cash App zostali sponsorami tytularnymi zespołu[9].
- Po sezonie 2023, amerykańska firma Cognizant przestała być sponsorem tytularnym zespołu Aston Martin[38]. Saudi Aramco pozostanie sponsorem tytularnym brytyjskiej stajni[38].

### W trakcie sezonu

#### Zmiany wśród kierowców
- Po czwartkowych treningach do Grand Prix Arabii Saudyjskiej, u Carlosa Sainza Jr. zdiagnozowano zapalenie wyrostka robaczkowego, co uniemożliwiło mu dalszy start. Jego zastępcą został Oliver Bearman[24].
- Po Grand Prix Holandii zespół Williams Racing ogłosił, że miejsce Logana Sargeanta do końca sezonu zajmie Franco Colapinto[8].
- Z powodu uzyskania dwunastu punktów karnych na licencji, Kevin Magnussen został zawieszony na Grand Prix Azerbejdżanu[39]. Jego miejsce w Baku zajął Oliver Bearman[28].
- Po Grand Prix Singapuru zespół Visa Cash App RB ogłosił, że Daniel Ricciardo opuści zespół. Jego miejsce do końca sezonu zajął Liam Lawson[11].
- Oliver Bearman zastąpił Kevina Magnussena w treningu, kwalifikacjach do sprintu oraz w sprincie podczas Grand Prix São Paulo, ponieważ Duńczyk zgłosił złe samopoczucie[40]. Po kwalifikacjach do sprintu zespół ogłosił, że brytyjski kierowca będzie ścigał się do końca weekendu[41].
- Po Grand Prix Kataru zespół Alpine zakończył współpracę z Estebanem Oconem. Jego miejsce w Grand Prix Abu Zabi zajmie Jack Doohan[18].

#### Zmiany wśród zespołów
- W trakcie sezonu zespół Ferrari podpisał umowę z nowym sponsorem tytularnym – firmą Hewlett-Packard. Od tej pory pełna nazwa zespołu z Maranello brzmi Scuderia Ferrari HP[42].

## Kalendarz
Kalendarz na sezon 2024 ogłoszony został 5 lipca 2023. Zaplanowano rozegranie 24 rund:
| 1 | 2 | 3 | 4 |
| --- | --- | --- | --- |
| Grand Prix Bahrajnu 29 lutego – 2 marca Szczegółowy rezultatPP: M. Verstappen (Red Bull Racing) P1: M. Verstappen (Red Bull Racing) NO: M. Verstappen (Red Bull Racing) | Grand Prix Arabii Saudyjskiej 7 – 9 marca Szczegółowy rezultatPP: M. Verstappen (Red Bull Racing) P1: M. Verstappen (Red Bull Racing) NO: Ch. Leclerc (Ferrari) | Grand Prix Australii 22 – 24 marca Szczegółowy rezultatPP: M. Verstappen (Red Bull Racing) P1: C. Sainz Jr. (Ferrari) NO: Ch. Leclerc (Ferrari)              | Grand Prix Japonii 5 – 7 kwietnia Szczegółowy rezultatPP: M. Verstappen (Red Bull Racing) P1: M. Verstappen (Red Bull Racing) NO: M. Verstappen (Red Bull Racing) |
| 5 | 6 | 7 | 8 |
| Grand Prix Chin 19 – 21 kwietnia Szczegółowy rezultatPP: M. Verstappen (Red Bull Racing) P1: M. Verstappen (Red Bull Racing) NO: F. Alonso (Aston Martin Aramco)        | Grand Prix Miami 3 – 5 maja Szczegółowy rezultatPP: M. Verstappen (Red Bull Racing) P1: L. Norris (McLaren) NO: O. Piastri (McLaren)                            | Grand Prix Emilii-Romanii 17 – 19 maja Szczegółowy rezultatPP: M. Verstappen (Red Bull Racing) P1: M. Verstappen (Red Bull Racing) NO: G. Russell (Mercedes) | Grand Prix Monako 24 – 26 maja Szczegółowy rezultatPP: Ch. Leclerc (Ferrari) P1: Ch. Leclerc (Ferrari) NO: L. Hamilton (Mercedes)                                 |
| 9 | 10 | 11 | 12 |
| Grand Prix Kanady 7 – 9 czerwca Szczegółowy rezultatPP: G. Russell (Mercedes) P1: M. Verstappen (Red Bull Racing) NO: L. Hamilton (Mercedes)                            | Grand Prix Hiszpanii 21 – 23 czerwca Szczegółowy rezultatPP: L. Norris (McLaren) P1: M. Verstappen (Red Bull Racing) NO: L. Norris (McLaren)                    | Grand Prix Austrii 28 – 30 czerwca Szczegółowy rezultatPP: M. Verstappen (Red Bull Racing) P1: G. Russell (Mercedes) NO: F. Alonso (Aston Martin Aramco)     | Grand Prix Wielkiej Brytanii 5 – 7 lipca Szczegółowy rezultatPP: G. Russell (Mercedes) P1: L. Hamilton (Mercedes) NO: C. Sainz Jr. (Ferrari)                      |
| 13 | 14 | 15 | 16 |
| Grand Prix Węgier 19 – 21 lipca Szczegółowy rezultatPP: L. Norris (McLaren) P1: O. Piastri (McLaren) NO: G. Russell (Mercedes)                                          | Grand Prix Belgii 26 – 28 lipca Szczegółowy rezultatPP: Ch. Leclerc (Ferrari) P1: L. Hamilton (Mercedes) NO: S. Pérez (Red Bull Racing)                         | Grand Prix Holandii 23 – 25 sierpnia Szczegółowy rezultatPP: L. Norris (McLaren) P1: L. Norris (McLaren) NO: L. Norris (McLaren)                             | Grand Prix Włoch 30 sierpnia – 1 września Szczegółowy rezultatPP: L. Norris (McLaren) P1: Ch. Leclerc (Ferrari) NO: L. Norris (McLaren)                           |
| 17 | 18 | 19 | 20 |
| Grand Prix Azerbejdżanu 13 – 15 września Szczegółowy rezultatPP: Ch. Leclerc (Ferrari) P1: O. Piastri (McLaren) NO: L. Norris (McLaren)                                 | Grand Prix Singapuru 20 – 22 września Szczegółowy rezultatPP: L. Norris (McLaren) P1: L. Norris (McLaren) NO: D. Ricciardo (RB)                                 | Grand Prix USA 18 – 20 października Szczegółowy rezultatPP: L. Norris (McLaren) P1: Ch. Leclerc (Ferrari) NO: E. Ocon (Alpine)                               | Grand Prix Miasta Meksyk 25 – 27 października Szczegółowy rezultatPP: C. Sainz Jr. (Ferrari) P1: C. Sainz Jr. (Ferrari) NO: Ch. Leclerc (Ferrari)                 |
| 21 | 22 | 23 | 24 |
| Grand Prix São Paulo 1 – 3 listopada Szczegółowy rezultatPP: L. Norris (McLaren) P1: M. Verstappen (Red Bull Racing) NO: M. Verstappen (Red Bull Racing)                | Grand Prix Las Vegas 22 – 24 listopada Szczegółowy rezultatPP: G. Russell (Mercedes) P1: G. Russell (Mercedes) NO: L. Norris (McLaren)                          | Grand Prix Kataru 29 listopada – 1 grudnia Szczegółowy rezultatPP: G. Russell (Mercedes) P1: M. Verstappen (Red Bull Racing) NO: L. Norris (McLaren)         | Grand Prix Abu Zabi 6 – 8 grudnia Szczegółowy rezultatPP: L. Norris (McLaren) P1: L. Norris (McLaren) NO: K. Magnussen (Haas)                                     |

### Zmiany w kalendarzu

#### Przed sezonem
- Po 4 sezonach przerwy, do kalendarza powróciło Grand Prix Chin. Pierwotnie powrót wyścigu zaplanowano na sezon 2023, ale z powodu wciąż trwającej tam pandemii koronawirusa ostatecznie rywalizację odwołano.
- Do kalendarza powrócił wyścig o Grand Prix Emilii-Romanii. W sezonie 2023 wyścig odwołano z powodu poważnych powodzi, jakie miały miejsce w tym regionie.
- Wyścigi o Grand Prix Bahrajnu oraz Grand Prix Arabii Saudyjskiej zostały rozegrane w sobotę – miało to związek z rozpoczynającym się 10. marca Ramadanem, na który to dzień przypadała niedziela weekendu wyścigowego GP Arabii Saudyjskiej. W związku z przepisem o minimum 7-dniowej przerwie między wyścigami, również wyścig o GP Bahrajnu musiał zostać przesunięty o dzień wcześniej.
- Wyścigi o Grand Prix Japonii i Grand Prix Azerbejdżanu zostały zamienione miejscami – do Japonii zawodnicy udali się w kwietniu, a do Baku we wrześniu.
- Wyścigi o Grand Prix Kanady i Grand Prix Hiszpanii zostały zamienione miejscami.
- Wyścig o Grand Prix Kataru został przeniesiony z października na grudzień.

## Klasyfikacje
| Legenda oznaczeń w tabelach wyników Wyświetl szablon na nowej stronie | Legenda oznaczeń w tabelach wyników Wyświetl szablon na nowej stronie                                                                     |
| Oznaczenie                                                            | Wyjaśnienie |
| --------------------------------------------------------------------- | --- |
| Złoty                                                                 | Zwycięzca lub mistrzostwo |
| Srebrny                                                               | 2. miejsce lub wicemistrzostwo |
| Brązowy                                                               | 3. miejsce lub II wicemistrzostwo |
| Zielony                                                               | Ukończył, punktował (w klasyfikacji generalnej, gdy zdobył co najmniej jeden punkt na przestrzeni sezonu, poza trzema powyższymi opcjami) |
| Niebieski                                                             | Ukończył, nie punktował (w klasyfikacji generalnej, gdy nie zdobył co najmniej jednego punktu na przestrzeni sezonu)                      |
| Czerwony                                                              | Nie zakwalifikował się (NZ) |
| Czerwony                                                              | Nie prekwalifikował się (NPK) |
| Różowy                                                                | Nie ukończył (NU) |
| Różowy                                                                | Niesklasyfikowany (NS) (w klasyfikacji generalnej, gdy nie został sklasyfikowany w żadnym wyścigu sezonu)                                 |
| Czarny                                                                | Zdyskwalifikowany (DK) |
| Czarny                                                                | Wykluczony (WYK/EX) |
| Biały                                                                 | Nie wystartował (NW) |
| Biały                                                                 | Kontuzjowany (K/INJ) |
| Biały                                                                 | Wyścig odwołany (OD/C) |
| Bez koloru                                                            | Został wycofany (WYC/WD) |
| Bez koloru                                                            | Nie przybył (NP/DNA) |
| Bez koloru                                                            | Nie brał udziału w treningach (NT/DNP) |
| Bez koloru                                                            | Nie został zgłoszony (–) |
| Pogrubienie                                                           | Start z pole position |
| Kursywa                                                               | Najszybsze okrążenie wyścigu |
| †                                                                     | Nie ukończył, ale jego rezultat został zaliczony ze względu na przejechanie więcej niż 90% dystansu wyścigu.                              |
| *                                                                     | Sezon w trakcie |
| 1/2/3                                                                 | Punktowana pozycja w sprincie |
| Lista systemów punktacji Formuły 1                                    | |

### Kierowcy
| Poz.        | Kierowca         | Konstruktor         | Bahrajn | Arabia Saudyjska | Australia | Japonia |    | Stany Zjednoczone | Emilia-Romania | Monako | Kanada | Hiszpania | Austria | Wielka Brytania | Węgry | Belgia | Holandia | Włochy | Azerbejdżan | Singapur | Stany Zjednoczone | Meksyk |     | Stany Zjednoczone | Katar |     | Pkt. |
| ----------- | ---------------- | ------------------- | ------- | ---------------- | --------- | ------- | -- | ----------------- | -------------- | ------ | ------ | --------- | ------- | --------------- | ----- | ------ | -------- | ------ | ----------- | -------- | ----------------- | ------ | --- | ----------------- | ----- | --- | ---- |
| 1           | Max Verstappen   | Red Bull Racing     | 1       | 1                | NU        | 1       | 1  | 21                | 1              | 6      | 1      | 1         | 51      | 2               | 5     | 4      | 2        | 6      | 5           | 2        | 31                | 6      | 14  | 5                 | 18    | 6   | 437  |
| 2           | Lando Norris     | McLaren             | 6       | 8                | 3         | 5       | 26 | 1                 | 2              | 4      | 2      | 2         | 20†3    | 3               | 2     | 5      | 1        | 3      | 4           | 1        | 43                | 2      | 61  | 6                 | 102   | 1   | 374  |
| 3           | Charles Leclerc  | Ferrari             | 4       | 3                | 2         | 4       | 4  | 32                | 3              | 1      | NU     | 5         | 117     | 14              | 4     | 3      | 3        | 1      | 2           | 5        | 14                | 3      | 53  | 4                 | 25    | 3   | 356  |
| 4           | Oscar Piastri    | McLaren             | 8       | 4                | 4         | 8       | 87 | 136               | 4              | 2      | 5      | 7         | 2       | 4               | 1     | 2      | 4        | 2      | 1           | 3        | 5                 | 8      | 82  | 7                 | 31    | 10  | 292  |
| 5           | Carlos Sainz Jr. | Ferrari             | 3       | WD               | 1         | 3       | 5  | 5                 | 5              | 3      | NU     | 6         | 35      | 5               | 6     | 6      | 5        | 4      | 18†         | 7        | 2                 | 1      | NU5 | 3                 | 64    | 2   | 290  |
| 6           | George Russell   | Mercedes            | 5       | 6                | 17†       | 7       | 68 | 8                 | 7              | 5      | 3      | 4         | 14      | NU              | 8     | DK     | 7        | 7      | 3           | 4        | 65                | 5      | 46  | 1                 | 43    | 5   | 245  |
| 7           | Lewis Hamilton   | Mercedes            | 7       | 9                | NU        | 9       | 92 | 6                 | 6              | 7      | 4      | 3         | 46      | 1               | 3     | 1      | 8        | 5      | 9           | 6        | NU6               | 4      | 10  | 2                 | 126   | 4   | 223  |
| 8           | Sergio Pérez     | Red Bull Racing     | 2       | 2                | 5         | 2       | 3  | 43                | 8              | NU     | NU     | 8         | 78      | 17              | 7     | 7      | 6        | 8      | 17†         | 10       | 7                 | 17     | 118 | 10                | NU    | NU  | 152  |
| 9           | Fernando Alonso  | Aston Martin Aramco | 9       | 5                | 8         | 6       | 7  | 9                 | 19             | 11     | 6      | 12        | 18      | 8               | 11    | 8      | 10       | 11     | 6           | 8        | 13                | NU     | 14  | 11                | 7     | 9   | 70   |
| 10          | Pierre Gasly     | Alpine              | 18      | NU               | 13        | 16      | 13 | 12                | 16             | 10     | 9      | 9         | 10      | NW              | NU    | 13     | 9        | 15     | 12          | 17       | 12                | 10     | 37  | NU                | 5     | 7   | 42   |
| 11          | Nico Hülkenberg  | Haas                | 16      | 10               | 9         | 11      | 10 | 117               | 11             | NU     | 11     | 11        | 6       | 6               | 13    | 18     | 11       | 17     | 11          | 9        | 8                 | 9      | DK  | 8                 | NU7   | 8   | 41   |
| 12          | Yūki Tsunoda     | RB                  | 14      | 15               | 7         | 10      | NU | 78                | 10             | 8      | 14     | 19        | 14      | 10              | 9     | 16     | 17       | NU     | NU          | 12       | 14                | NU     | 7   | 9                 | 13    | 12  | 30   |
| 13          | Lance Stroll     | Aston Martin Aramco | 10      | NU               | 6         | 12      | 16 | 17                | 9              | 14     | 7      | 14        | 13      | 7               | 10    | 11     | 13       | 19     | 19†         | 14       | 15                | 11     | NW  | 15                | NU    | 14  | 24   |
| 14          | Esteban Ocon     | Alpine              | 17      | 13               | 16        | 15      | 11 | 10                | 14             | NU     | 10     | 10        | 12      | 16              | 18    | 9      | 15       | 14     | 15          | 13       | 18                | 13     | 2   | 17                | NU    | –   | 23   |
| 15          | Kevin Magnussen  | Haas                | 12      | 12               | 10        | 13      | 15 | 19                | 12             | NU     | 12     | 17        | 8       | 12              | 15    | 14     | 18       | 10     | EX          | 19†      | 117               | 7      | WD  | 12                | 9     | 16  | 16   |
| 16          | Alexander Albon  | Williams            | 15      | 11               | 11        | NU      | 12 | 18                | NU             | 9      | NU     | 18        | 15      | 9               | 14    | 12     | 14       | 9      | 7           | NU       | 16                | NU     | NW  | NU                | 15    | 11  | 12   |
| 17          | Daniel Ricciardo | RB                  | 13      | 16               | 12        | NU      | NU | 154               | 13             | 12     | 8      | 15        | 9       | 13              | 12    | 10     | 12       | 13     | 13          | 18       | –                 | –      | –   | –                 | –     | –   | 12   |
| 18          | Oliver Bearman   | Ferrari/Haas        | –       | 7                | –         | –       | –  | –                 | –              | –      | –      | –         | –       | –               | –     | –      | –        | –      | 10          | –        | –                 | –      | 12  | –                 | –     | –   | 7    |
| 19          | Franco Colapinto | Williams            | –       | –                | –         | –       | –  | –                 | –              | –      | –      | –         | –       | –               | –     | –      | –        | 12     | 8           | 11       | 10                | 12     | NU  | 14                | NU    | NU  | 5    |
| 20          | Zhou Guanyu      | Kick Sauber         | 11      | 18               | 15        | NU      | 14 | 14                | 15             | 16     | 15     | 13        | 17      | 18              | 19    | NU     | 20       | 18     | 14          | 15       | 19                | 15     | 15  | 13                | 8     | 13  | 4    |
| 21          | Liam Lawson      | RB                  | –       | –                | –         | –       | –  | –                 | –              | –      | –      | –         | –       | –               | –     | –      | –        | –      | –           | –        | 9                 | 16     | 9   | 16                | 14    | 17† | 4    |
| 22          | Valtteri Bottas  | Kick Sauber         | 19      | 17               | 14        | 14      | NU | 16                | 18             | 13     | 13     | 16        | 16      | 15              | 16    | 15     | 19       | 16     | 16          | 16       | 17                | 14     | 13  | 18                | 11    | NU  | 0    |
| 23          | Logan Sargeant   | Williams            | 20      | 14               | WD        | 17      | 17 | NU                | 17             | 15     | NU     | 20        | 19      | 11              | 17    | 17     | 16       | –      | –           | –        | –                 | –      | –   | –                 | –     | –   | 0    |
| 24          | Jack Doohan      | Alpine              | –       | –                | –         | –       | –  | –                 | –              | –      | –      | –         | –       | –               | –     | –      | –        | –      | –           | –        | –                 | –      | –   | –                 | –     | 15  | 0    |
| Poz.        | Kierowca         | Konstruktor         | Bahrajn | Arabia Saudyjska | Australia | Japonia |    | Stany Zjednoczone | Emilia-Romania | Monako | Kanada | Hiszpania | Austria | Wielka Brytania | Węgry | Belgia | Holandia | Włochy | Azerbejdżan | Singapur | Stany Zjednoczone | Meksyk |     | Stany Zjednoczone | Katar |     | Pkt. |
| Źródło: FIA |                  |                     |         |                  |           |         |    |                   |                |        |        |           |         |                 |       |        |          |        |             |          |                   |        |     |                   |       |     |      |

### Konstruktorzy
| Poz.        | Konstruktor                  | Nr | Bahrajn | Arabia Saudyjska | Australia | Japonia |    | Stany Zjednoczone | Emilia-Romania | Monako | Kanada | Hiszpania | Austria | Wielka Brytania | Węgry | Belgia | Holandia | Włochy | Azerbejdżan | Singapur | Stany Zjednoczone | Meksyk |     | Stany Zjednoczone | Katar |     | Pkt. |
| ----------- | ---------------------------- | -- | ------- | ---------------- | --------- | ------- | -- | ----------------- | -------------- | ------ | ------ | --------- | ------- | --------------- | ----- | ------ | -------- | ------ | ----------- | -------- | ----------------- | ------ | --- | ----------------- | ----- | --- | ---- |
| 1           | McLaren-Mercedes             | 4  | 6       | 8                | 3         | 5       | 26 | 1                 | 2              | 4      | 2      | 2         | 20†3    | 3               | 2     | 5      | 1        | 3      | 4           | 1        | 43                | 2      | 61  | 6                 | 102   | 1   | 666  |
| 1           | McLaren-Mercedes             | 81 | 8       | 4                | 4         | 8       | 87 | 136               | 4              | 2      | 5      | 7         | 2       | 4               | 1     | 2      | 4        | 2      | 1           | 3        | 5                 | 8      | 82  | 7                 | 31    | 10  | 666  |
| 2           | Ferrari                      | 16 | 4       | 3                | 2         | 4       | 4  | 32                | 3              | 1      | NU     | 5         | 117     | 14              | 4     | 3      | 3        | 1      | 2           | 5        | 14                | 3      | 53  | 4                 | 25    | 3   | 652  |
| 2           | Ferrari                      | 38 | –       | 7                | –         | –       | –  | –                 | –              | –      | –      | –         | –       | –               | –     | –      | –        | –      | –           | –        | –                 | –      | –   | –                 | –     | –   | 652  |
| 2           | Ferrari                      | 55 | 3       | WD               | 1         | 3       | 5  | 5                 | 5              | 3      | NU     | 6         | 35      | 5               | 6     | 6      | 5        | 4      | 18†         | 7        | 2                 | 1      | NU5 | 3                 | 64    | 2   | 652  |
| 3           | Red Bull Racing-Honda RBPT   | 1  | 1       | 1                | NU        | 1       | 1  | 21                | 1              | 6      | 1      | 1         | 51      | 2               | 5     | 4      | 2        | 6      | 5           | 2        | 31                | 6      | 14  | 5                 | 18    | 6   | 589  |
| 3           | Red Bull Racing-Honda RBPT   | 11 | 2       | 2                | 5         | 2       | 3  | 43                | 8              | NU     | NU     | 8         | 78      | 17              | 7     | 7      | 6        | 8      | 17†         | 10       | 7                 | 17     | 118 | 10                | NU    | NU  | 589  |
| 4           | Mercedes                     | 44 | 7       | 9                | NU        | 9       | 92 | 6                 | 6              | 7      | 4      | 3         | 46      | 1               | 3     | 1      | 8        | 5      | 9           | 6        | NU6               | 4      | 10  | 2                 | 126   | 4   | 468  |
| 4           | Mercedes                     | 63 | 5       | 6                | 17†       | 7       | 68 | 8                 | 7              | 5      | 3      | 4         | 14      | NU              | 8     | DK     | 7        | 7      | 3           | 4        | 65                | 5      | 46  | 1                 | 43    | 5   | 468  |
| 5           | Aston Martin Aramco-Mercedes | 14 | 9       | 5                | 8         | 6       | 7  | 9                 | 19             | 11     | 6      | 12        | 18      | 8               | 11    | 8      | 10       | 11     | 6           | 8        | 13                | NU     | 14  | 11                | 7     | 9   | 94   |
| 5           | Aston Martin Aramco-Mercedes | 18 | 10      | NU               | 6         | 12      | 15 | 17                | 9              | 14     | 7      | 14        | 13      | 7               | 10    | 11     | 13       | 19     | 19†         | 14       | 15                | 11     | NW  | 15                | NU    | 14  | 94   |
| 6           | Alpine-Renault               | 10 | 18      | NU               | 13        | 16      | 13 | 12                | 16             | 10     | 9      | 9         | 10      | NW              | NU    | 13     | 9        | 15     | 12          | 17       | 12                | 10     | 37  | NU                | 5     | 7   | 65   |
| 6           | Alpine-Renault               | 31 | 17      | 13               | 16        | 15      | 11 | 10                | 14             | NU     | 10     | 10        | 12      | 16              | 18    | 9      | 15       | 14     | 15          | 13       | 18                | 13     | 2   | 17                | NU    | –   | 65   |
| 6           | Alpine-Renault               | 61 | –       | –                | –         | –       | –  | –                 | –              | –      | –      | –         | –       | –               | –     | –      | –        | –      | –           | –        | –                 | –      | –   | –                 | –     | 15  | 65   |
| 7           | Haas-Ferrari                 | 20 | 12      | 12               | 10        | 13      | 16 | 19                | 12             | NU     | 12     | 17        | 8       | 12              | 15    | 14     | 18       | 10     | EX          | 19†      | 117               | 7      | WD  | 12                | 9     | 16  | 58   |
| 7           | Haas-Ferrari                 | 27 | 16      | 10               | 9         | 11      | 10 | 117               | 11             | NU     | 11     | 11        | 6       | 6               | 13    | 18     | 11       | 17     | 11          | 9        | 8                 | 9      | DK  | 8                 | NU7   | 8   | 58   |
| 7           | Haas-Ferrari                 | 50 | –       | –                | –         | –       | –  | –                 | –              | –      | –      | –         | –       | –               | –     | –      | –        | –      | 10          | –        | –                 | –      | 12  | –                 | –     | –   | 58   |
| 8           | RB-Honda RBPT                | 3  | 13      | 16               | 12        | NU      | NU | 154               | 13             | 12     | 8      | 15        | 9       | 13              | 12    | 10     | 12       | 13     | 13          | 18       | –                 | –      | –   | –                 | –     | –   | 46   |
| 8           | RB-Honda RBPT                | 22 | 14      | 15               | 7         | 10      | NU | 78                | 10             | 8      | 14     | 19        | 14      | 10              | 9     | 16     | 17       | NU     | NU          | 12       | 14                | NU     | 7   | 9                 | 13    | 12  | 46   |
| 8           | RB-Honda RBPT                | 30 | –       | –                | –         | –       | –  | –                 | –              | –      | –      | –         | –       | –               | –     | –      | –        | –      | –           | –        | 9                 | 16     | 9   | 16                | 14    | 17† | 46   |
| 9           | Williams-Mercedes            | 2  | 20      | 14               | WD        | 17      | 17 | NU                | 17             | 15     | NU     | 20        | 19      | 11              | 17    | 17     | 16       | –      | –           | –        | –                 | –      | –   | –                 | –     | –   | 17   |
| 9           | Williams-Mercedes            | 23 | 15      | 11               | 11        | NU      | 12 | 18                | NU             | 9      | NU     | 18        | 15      | 9               | 14    | 12     | 14       | 9      | 7           | NU       | 16                | NU     | NW  | NU                | 15    | 11  | 17   |
| 9           | Williams-Mercedes            | 43 | –       | –                | –         | –       | –  | –                 | –              | –      | –      | –         | –       | –               | –     | –      | –        | 12     | 8           | 11       | 10                | 12     | NU  | 14                | NU    | NU  | 17   |
| 10          | Kick Sauber-Ferrari          | 24 | 11      | 18               | 15        | NU      | 14 | 14                | 15             | 16     | 15     | 13        | 17      | 18              | 19    | NU     | 20       | 18     | 14          | 15       | 19                | 15     | 15  | 13                | 8     | 13  | 4    |
| 10          | Kick Sauber-Ferrari          | 77 | 19      | 17               | 14        | 14      | NU | 16                | 18             | 13     | 13     | 16        | 16      | 15              | 16    | 15     | 19       | 16     | 16          | 16       | 17                | 14     | 13  | 18                | 11    | NU  | 4    |
| Poz.        | Konstruktor                  | Nr | Bahrajn | Arabia Saudyjska | Australia | Japonia |    | Stany Zjednoczone | Emilia-Romania | Monako | Kanada | Hiszpania | Austria | Wielka Brytania | Węgry | Belgia | Holandia | Włochy | Azerbejdżan | Singapur | Stany Zjednoczone | Meksyk |     | Stany Zjednoczone | Katar |     | Pkt. |
| Źródło: FIA |                              |    |         |                  |           |         |    |                   |                |        |        |           |         |                 |       |        |          |        |             |          |                   |        |     |                   |       |     |      |